# Groeve in de Dolekamer

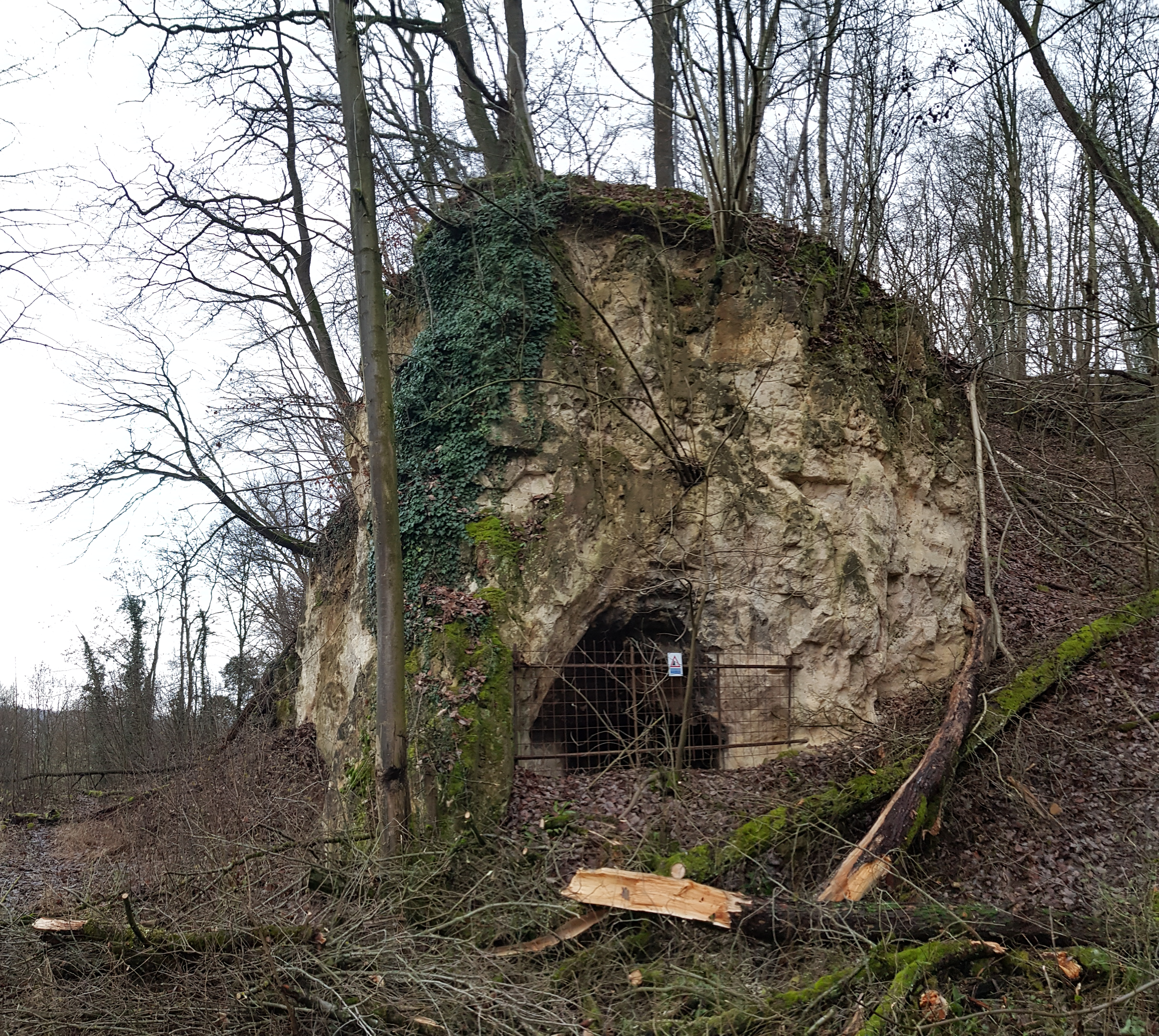
Ingang van de groeve

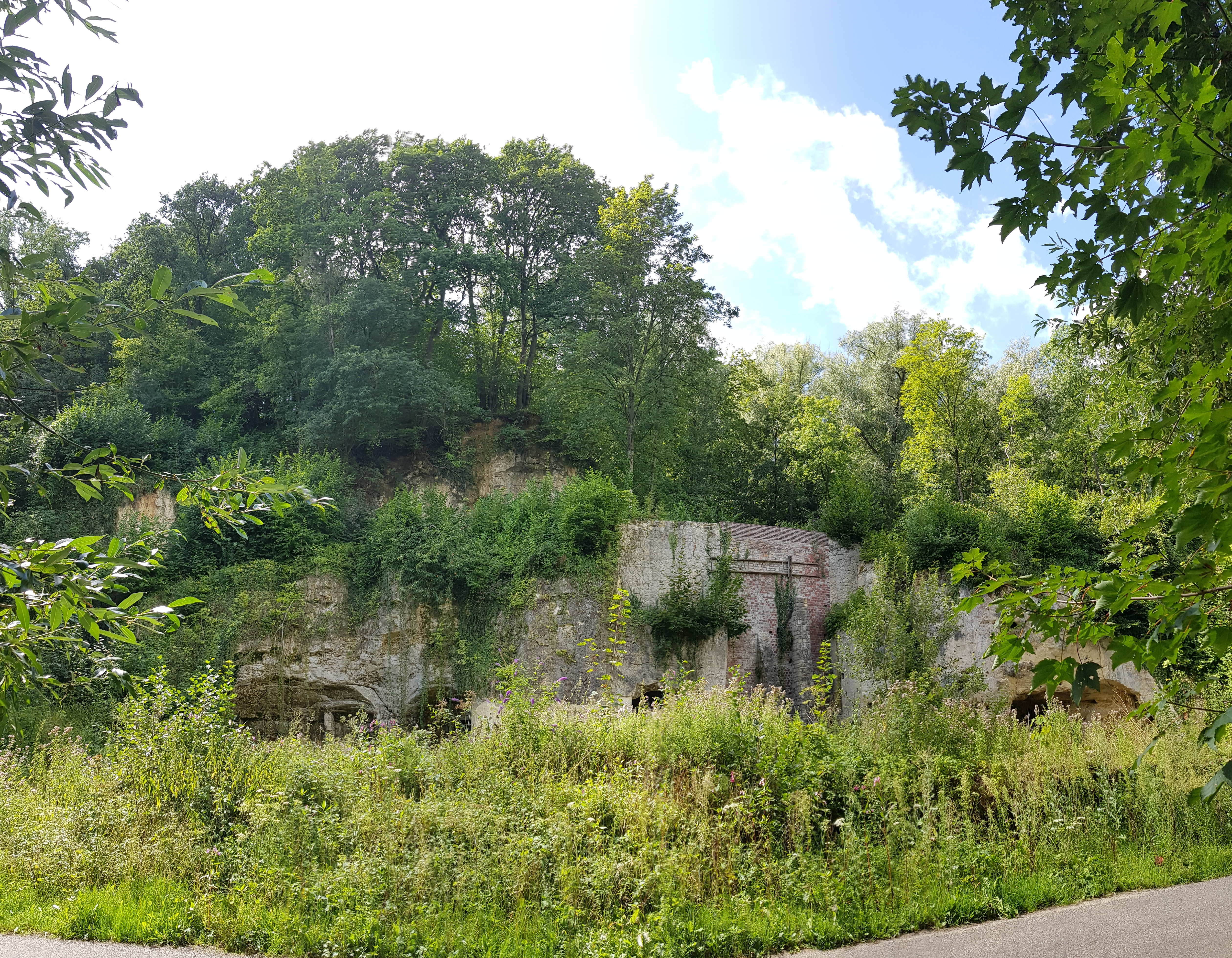
De ingangen van de groeve liggen boven de kalkoven

De Groeve in de Dolekamer is een Limburgse mergelgroeve in het Geuldal in de Nederlandse gemeente Valkenburg aan de Geul in Zuid-Limburg. De ondergrondse groeve ligt ten noordwesten van Geulhem ten zuidoosten van camping 't Geuldal. Ze ligt in een hellingbos nabij de weg Gemeentebroek. De groeve ligt aan de noordwestkant van het Plateau van Margraten in de overgang naar het Maasdal. In de omgeving duikt het plateau een aantal meter steil naar beneden.
Op ongeveer 25 meter naar het noorden ligt de lager gelegen Groeve achter de Kalkbranderij en op ongeveer 150 meter naar het zuidoosten liggen de Vlaberggroeve en de tunnelingang van de Curfsgroeve met de ernaast gelegen Kalkoven bij ingang Curfsgroeve.
De groeve ligt boven de Kalkoven bij Curfsgroeve.

## Geschiedenis
De groeve werd door blokbrekers ontgonnen voor de winning van kalksteenblokken.
In april 1931 verkreeg men toestemming om in de groeve kalksteen te winnen om deze vervolgens te branden in de onder gelegen kalkbranderij. Eind oktober 1931 werd deze vergunning om kalksteen te ontginnen in de groeve ingetrokken door de hoofdingenieur der Mijnen, omdat er in de groeve gevaarlijke situaties geconstateerd werden.

## Groeve
De groeve heeft vier ingangen. De Groeve in de Dolekamer is deels verdwenen door de dagbouw van de Curfsgroeve.

## Geologie
De groeve is uitgehouwen in de Kalksteen van Meerssen in de Formatie van Maastricht. Hoog in de bergwand boven de ingang van de groeve zijn ook de Horizont van Berg en Terblijt en Horizont van Vroenhoven ontsloten.